# Liste der Kulturdenkmale in Bad Schwartau
In der Liste der Kulturdenkmale in Bad Schwartau sind alle Kulturdenkmale der schleswig-holsteinischen Stadt Bad Schwartau (Kreis Ostholstein) und ihrer Ortsteile aufgelistet (Stand: 30. Juni 2025).

## Legende
In den Spalten befinden sich folgende Informationen:
- Objekt-ID: die Nummer des Kulturdenkmales
- Lage: die Adresse des Kulturdenkmales und die geographischen Koordinaten. Kartenansicht, um Koordinaten zu setzen. In der Kartenansicht sind Kulturdenkmale ohne Koordinaten mit einem roten Marker dargestellt und können in der Karte gesetzt werden. Kulturdenkmale ohne Bild sind mit einem blauen Marker gekennzeichnet, Kulturdenkmale mit Bild mit einem grünen Marker.
- Offizielle Bezeichnung: Bezeichnung des Kulturdenkmales
- Beschreibung: die Beschreibung des Kulturdenkmales
- Bild: ein Bild des Kulturdenkmales

## Sachgesamtheiten
| Objekt-ID      | Lage                                                                                | Offizielle Bezeichnung | Beschreibung | Bild                             |
| -------------- | ----------------------------------------------------------------------------------- | ---------------------- | --- | -------------------------------- |
| 39786 Wikidata | Alt Rensefeld (53° 55′ 16″ N, 10° 40′ 45″ O)                                        | Kirche St. Fabian      | Aktualisierung vorgesehen - Begründung: geschichtlich, wissenschaftlich, künstlerisch, städtebaulich, Kulturlandschaft prägend - Schutzumfang: Kirche St. Fabian mit Ausstattung, Kirchhof, Grabmale bis 1870, Feldsteinböschungsmauer, Lindenkranz | weitere Fotos \| Fotos hochladen |
| 39800 Wikidata | Bahnhofstraße 32-34, Elisabethstraße, Geibelstraße 13 (53° 54′ 59″ N, 10° 42′ 9″ O) | Bahnhof Bad Schwartau  | Bahnhof Bad Schwartau; 1939–41; Empfangsgebäude, Architekt: Willy Glogner; Bahnhof mit einem Fahrdienstleiter- und einem Weichenwärterstellwerk, zweigeschossige Backsteinbauten mit hartem, überstehendem Walmdach - Begründung: geschichtlich, künstlerisch, städtebaulich, technisch - Schutzumfang: Bahnhofsgebäude (Bahnhofstraße 32-34); Stellwerk "Sn" (Geibelstraße 13); Stellwerk "Sf" (Elisabethstraße) | weitere Fotos \| Fotos hochladen |

## Mehrheit von baulichen Anlagen
| Objekt-ID | Lage                                                            | Offizielle Bezeichnung         | Beschreibung | Bild |
| --------- | --------------------------------------------------------------- | ------------------------------ | --- | ---- |
| 39765     | Bahnhofstraße 20, 22, 24, 26, 28 B (53° 55′ 4″ N, 10° 42′ 4″ O) | Wohnhäuser Bahnhofstraße 20-28 | Wohnhäuser Bahnhofstraße 20-28; um 1901; Reihe villenartig gestalteter repräsentativer Wohnhäuser mit Vorgärten, ein- bis zweigeschossige Putzbauten mit weit überstehenden hartgedeckten Dächern - Begründung: geschichtlich, städtebaulich - Schutzumfang: Wohnhaus mit Vorgarten, Einfriedung (Bahnhofstraße 20, 22); Wohnhaus mit Vorgarten (Bahnhofstraße 24, 26, 28) | BW   |
| 50982     | Wilhelmstraße 10, 12, 14 (53° 55′ 3″ N, 10° 42′ 28″ O)          | Wohnhäuser Wilhelmstraße 10-14 | Wohnhäuser Wilhelmstraße 10-14; 1910 bis um 1920; Gruppe giebelständiger Wohnhäuser mit zweiachsigen Fassaden und seitlichem Eingang mit Sattel- und Schopfwalmdächern - Begründung: geschichtlich, städtebaulich - Schutzumfang: Wohnhäuser Wilhelmstraße 10, 12, 14 | BW   |

## Bauliche Anlagen
| Objekt-ID      | Lage                                                     | Offizielle Bezeichnung            | Beschreibung | Bild                             |
| -------------- | -------------------------------------------------------- | --------------------------------- | --- | -------------------------------- |
| 51008          | Alt Rensefeld 43 (53° 55′ 14″ N, 10° 40′ 36″ O)          | Kate                              | Fachhallenkate; 1689; eingeschossiger Zweiständerbau mit einer Länge von drei Fach und Satteldach, ehem. Wohn- und Wirtschaftsgebäude, einer der ältesten Vertreter eines Fachhallenhaus im östlichen Holstein - Begründung: geschichtlich, wissenschaftlich, städtebaulich - Schutzumfang: Kate - Denkmaltyp: Bauliche Anlage | BW                               |
| 4127           | Alt Rensefeld (53° 55′ 16″ N, 10° 40′ 45″ O)             | Kirche St. Fabian mit Ausstattung | Die Kirche ist das älteste Gebäude der Stadt Bad Schwartau. Es handelt sich um eine im spätromanischen und frühgotischen Stil errichtete einschiffige Saalkirche mit Chor und Apsis und einem viereckigen Turm aus dem Jahr 1693. Alteintragung (Aktualisierung vorgesehen) - Begründung: geschichtlich, wissenschaftlich, künstlerisch, städtebaulich - Schutzumfang: gesamtes Objekt - Denkmaltyp: Bauliche Anlage, Sachgesamtheit: Kirche St. Fabian | weitere Fotos \| Fotos hochladen |
| 38262 Wikidata | Am Petroleumhafen 1 (53° 54′ 25″ N, 10° 41′ 32″ O)       | Reklameturm                       | Werbeturm der Schwartauer Werke; 1986/87; sechseckige Betonsäule mit dem 1924 vom Künstler Alfred Mahlau entworfenen Firmenlogo, Höhendominante - Begründung: geschichtlich, künstlerisch, städtebaulich - Schutzumfang: gesamtes Objekt - Denkmaltyp: Bauliche Anlage | weitere Fotos \| Fotos hochladen |
| 30317          | Auguststraße 48 (53° 54′ 49″ N, 10° 41′ 34″ O)           | Christuskirche mit Ausstattung    | Christuskirche; 1960/61; Architekten Horst Sandtmann & Friedhelm Grundmann; Stahlbetonbau mit backsteinverkleideter Außenhaut, gestufte Dächer über Kirchensaal und Gemeinderäumen, hoch aufragender Glockenturm, Innenausstattung u.a. von Gerhard Marcks - Begründung: geschichtlich, künstlerisch, städtebaulich - Schutzumfang: gesamtes Objekt - Denkmaltyp: Bauliche Anlage | BW                               |
| 9899           | Bahnhofstraße 7 (53° 55′ 9″ N, 10° 42′ 2″ O)             | Villa                             | Villa; 1904; repräsentativer zweigeschossiger Putzbau über Sockelgeschoss, Wandstreifengliederung, seitlich angeordneter dreigeschossiger Turm mit Zeltdach, schiefergedecktes Walmdach, Jugendstileinflüsse; Einfriedung mit schmiedeeisernem Gitter - Begründung: geschichtlich, städtebaulich - Schutzumfang: Villa, Einfriedung - Denkmaltyp: Bauliche Anlage | BW                               |
| 30320          | Bahnhofstraße 12 (53° 55′ 7″ N, 10° 42′ 1″ O)            | Wohnhaus                          | Wohnhaus; letztes Viertel 19. Jahrhundert; zweigeschossiger, würfelförmiger Putzbau in neoklassizistischen Formen, schiefergedecktes Mansardwalmdach mit flachem Walm - Begründung: geschichtlich, städtebaulich - Schutzumfang: gesamtes Objekt - Denkmaltyp: Bauliche Anlage | BW                               |
| 30323          | Bahnhofstraße 19 (53° 55′ 4″ N, 10° 42′ 7″ O)            | Wohnhaus                          | Wohnhaus; um 1910; eingeschossiger Rauputzbau im Reformstil mit giebelständigem Seitenrisalit, Mansardwalmdach, Vorgarten und Einfriedung - Begründung: geschichtlich, städtebaulich - Schutzumfang: Wohnhaus, Vorgarten, Einfriedung - Denkmaltyp: Bauliche Anlage | BW                               |
| 30324          | Bahnhofstraße 20 (53° 55′ 5″ N, 10° 42′ 3″ O)            | Wohnhaus                          | Wohnhaus; um 1901; zweigeschossiger Putzbau mit dreigeschossigem Mittelrisalit mit Schopfwalm und Ecktürmchen mit Zeltdach, Satteldach, mit Vorgarten und Einfriedung - Begründung: geschichtlich, städtebaulich - Schutzumfang: Wohnhaus, Vorgarten, Einfriedung - Denkmaltyp: Bauliche Anlage, Mehrheit von baulichen Anlagen: Wohnhäuser Bahnhofstraße 20-28 | BW                               |
| 13485          | Bahnhofstraße 22 (53° 55′ 4″ N, 10° 42′ 4″ O)            | Wohnhaus                          | Wohnhaus; 1901-1902; eingeschossiger, traufständiger Putzbau mit Drempel und hohem giebelständigem Seitenrisalit, vorderseitige Veranda mit filigraner Eisenkonstruktion und seitlicher Verglasung, Satteldächer mit Vorgarten und Einfriedung - Begründung: geschichtlich, städtebaulich - Schutzumfang: Wohnhaus, Vorgarten, Einfriedung - Denkmaltyp: Bauliche Anlage, Mehrheit von baulichen Anlagen: Wohnhäuser Bahnhofstraße 20-28 | BW                               |
| 30325          | Bahnhofstraße 23 (53° 55′ 3″ N, 10° 42′ 8″ O)            | Wohnhaus                          | Wohnhaus; um 1905, Bauherr Otto Fromm; zweigeschossiger, giebelständiger Rauputzbau im Reformstil mit Biberschwanzverkleidung an Giebel- und Erkerflächen, Satteldach, Vorgarten und Einfriedung - Begründung: geschichtlich, städtebaulich - Schutzumfang: Wohnhaus, Vorgarten, Einfriedung - Denkmaltyp: Bauliche Anlage | BW                               |
| 30326          | Bahnhofstraße 24 (53° 55′ 4″ N, 10° 42′ 4″ O)            | Wohnhaus                          | Wohnhaus; 1901; zweigeschossiger, giebelständiger Putzbau in historistischen Formen mit Drempel und nordseitig mittigem dreigeschossigem Treppenturm mit Zeltdach, auskragendes pfannengedecktes Satteldach, mit Vorgarten - Begründung: geschichtlich, städtebaulich - Schutzumfang: Wohnhaus, Vorgarten - Denkmaltyp: Bauliche Anlage, Mehrheit von baulichen Anlagen: Wohnhäuser Bahnhofstraße 20-28 | BW                               |
| 30327          | Bahnhofstraße 26 (53° 55′ 3″ N, 10° 42′ 5″ O)            | Wohnhaus                          | Wohnhaus; 1901; zweigeschossiger, traufständiger reich stuckierter Putzbau des Historismus mit dreigeschossigem Risalit mit Standerker und Altan, Satteldach mit Freigespärre, Schopfwalmdach, mit Vorgarten | BW                               |
| 30328          | Bahnhofstraße 28 (53° 55′ 3″ N, 10° 42′ 5″ O)            | Wohnhaus                          | Wohnhaus; um 1900; zweigeschossiger Putzbau in historistischen Formen, mit Drempel und giebelständigem Seitenrisalit mit eigenem Schopfwalmdach, Walmdach, mit Vorgarten - Begründung: geschichtlich, städtebaulich - Schutzumfang: Wohnhaus, Vorgarten - Denkmaltyp: Bauliche Anlage, Mehrheit von baulichen Anlagen: Wohnhäuser Bahnhofstraße 20-28 | BW                               |
| 11336          | Bahnhofstraße 32- 34 (53° 55′ 0″ N, 10° 42′ 10″ O)       | Bahnhofsgebäude                   | Bahnhof Bad Schwartau; 1939–41; Empfangsgebäude, Architekt: Willy Glogner; Bahnhof mit einem Fahrdienstleiter- und einem Weichenwärterstellwerk, zweigeschossige Backsteinbauten mit hartem, überstehendem Walmdach - Begründung: geschichtlich, künstlerisch, städtebaulich - Schutzumfang: gesamtes Objekt - Denkmaltyp: Bauliche Anlage, Sachgesamtheit: Bahnhof Bad Schwartau | BW                               |
| 624 Wikidata   | Berliner Straße (53° 54′ 27″ N, 10° 41′ 15″ O)           | Wasserturm                        | Der 34 m hohe Wasserturm wurde 1910 aus rotem Backstein erbaut. Der Schaft verjüngt sich nach oben. Sein Mauerwerk ist durch wenige schmale, rundbogige Fenster unterbrochen. Nach oben schließt sich ein Kranz von rechteckigen Feldern an, von denen vier ein kleines Fenster enthalten, während die anderen verputzt sind. Das den Wassertank umgebende vorkragende Mauerwerk ist mit eisernem Fachwerk verstärkt. In vier der mittleren Fächer sind schmale Fenster eingesetzt. Nach oben wird der Turm durch ein Kegeldach mit Laterne abgeschlossen, auf das vier kleine Gauben aufgesetzt sind. Wasserturm; 1910 in Betrieb genommen, u.a. Ing. Oskar Smreker; konischer Backsteinturm mit zylindrischem Turmkopf aus Eisenfachwerk, schiefergedecktes Kegeldach mit Laterne und Gauben, im Inneren Hängebodenbehälter aus genieteten Stahlblechen - Begründung: geschichtlich, städtebaulich, technisch - Schutzumfang: Wasserturm, - Denkmaltyp: Bauliche Anlage | weitere Fotos \| Fotos hochladen |
| 30331          | Elisabethstraße 16 (53° 54′ 47″ N, 10° 41′ 53″ O)        | Wohnhaus                          | Wohnhaus; um 1905; zweigeschossiger Putzbau mit Fachwerk- und Holzschindelschmuck in den Giebeln des vorderen Baukörpers, Walmdach mit Vorgarten und Einfriedung - Begründung: geschichtlich, städtebaulich - Schutzumfang: Wohnhaus, Vorgarten, Einfriedung - Denkmaltyp: Bauliche Anlage | BW                               |
| 9699           | Elisabethstraße 24 (53° 54′ 46″ N, 10° 41′ 57″ O)        | Villa "Frida"                     | Villa Frida; 1908, Architekt und Zimmermeister A. Burmeister; ein- bis zweigeschossiger Putzbau mit Elementen des Jugendstils und des englischen Cottagestils, Fachwerkgiebel mit geschnitzten Konsolfiguren, Walmdach, mit Vorgarten - Begründung: geschichtlich, künstlerisch, städtebaulich - Schutzumfang: Villa "Frida", Vorgarten - Denkmaltyp: Bauliche Anlage | BW                               |
| 3966 Wikidata  | Eutiner Straße 18 (53° 55′ 21″ N, 10° 41′ 53″ O)         | Kapelle St. Georg mit Ausstattung | Die Kapelle geht auf ein 1258 vom Lübecker Bischof eingerichtetes Siechenhaus (Domus leprosum), das Schwartauer Siechenhaus für Leprakranke, zurück. Das Siechenhaus, dessen Bewohner zu einem klösterlichen Leben verpflichtet waren, erhielt 1289 eine Kapelle. Nach Abklingen der Lepra verfiel das Siechenhaus ab Mitte des 15. Jahrhunderts und wurde schließlich in ein Altenheim umgewandelt. Auf den Fundamenten der Kapelle von 1280 wurde 1508 die heutige Kapelle errichtet. Alteintragung (Aktualisierung vorgesehen) - Begründung: geschichtlich, wissenschaftlich, künstlerisch, städtebaulich - Schutzumfang: gesamtes Objekt - Denkmaltyp: Bauliche Anlage | weitere Fotos \| Fotos hochladen |
| 30341          | Geibelstraße 7 (53° 55′ 13″ N, 10° 42′ 0″ O)             | Wohnhaus                          | Wohnhaus; 1904; zweigeschossiger Putzbau mit giebelständigem Risalit, Giebelfachwerk, Jugendstilformen an Fenstern und Türen, Walmdach - Begründung: geschichtlich, städtebaulich - Schutzumfang: gesamtes Objekt - Denkmaltyp: Bauliche Anlage | BW                               |
| 30342          | Geibelstraße 9 (53° 55′ 13″ N, 10° 42′ 2″ O)             | Wohnhaus                          | Wohnhaus; um 1890; traufständiger Putzbau des Historismus mit Erd- und Mezzaningeschoss und mittigem giebelständigen Zwerchhaus, flaches Satteldach mit weitem Dachüberstand - Begründung: geschichtlich, städtebaulich - Schutzumfang: gesamtes Objekt - Denkmaltyp: Bauliche Anlage | BW                               |
| 30343          | Geibelstraße 10 (49° 58′ 49″ N, 10° 29′ 49″ O)           | Wohnhaus                          | Wohngebäude; um 1903; zweigeschossiger Putzbau mit breitem Seitenrisalit und Schopfwalmdach, historisierende Fassadengestaltung - Schutzumfang: Wohnhaus - Begründung: Geschichtlich, Städtebaulich | BW                               |
| 9420           | Geibelstraße 11a (53° 55′ 13″ N, 10° 42′ 4″ O)           | Sommerhaus Klug                   | Sommerhaus Klug; 1877, Bauherr Dr. Heinrich Klug; zweigeschossiger, traufständiger Putzbau des Historismus mit Mittelzwerchgiebel, leicht geneigtes Satteldach mit großem Dachüberstand, Garten mit Gartentor, Vorgarten - Begründung: geschichtlich, städtebaulich - Schutzumfang: Sommerhaus Klug, Garten, Gartentor, Vorgarten - Denkmaltyp: Bauliche Anlage | Fotos hochladen                  |
| 33489 Wikidata | Geibelstraße (53° 55′ 10″ N, 10° 42′ 22″ O)              | Stellwerk "Sn"                    | Stellwerk „Sn“; 1941 in Betrieb genommen; mechanisches Weichenwärterstellwerk, zweigeschossiger kubischer Backsteinbau längs der Gleise mit weit überstehendem Walmdach - Begründung: geschichtlich, städtebaulich, technisch - Schutzumfang: gesamtes Objekt - Denkmaltyp: Bauliche Anlage, Sachgesamtheit: Bahnhof Bad Schwartau | weitere Fotos \| Fotos hochladen |
| 36509          | Geibelstraße 20 (53° 55′ 10″ N, 10° 42′ 17″ O)           | Kath. Kirche "Maria Königin"      | Kirche „Maria Königin“; 1954, Architekt Dr. Georg Lippsmeier, 1967–68 Vorhalle; gelb verklinkerter Betonbau auf parabelähnlichem Grundriss mit flacher Lichtkuppel über dem Altar, flaches Betonschalendach, angegliedertes Pfarrhaus - Begründung: geschichtlich, künstlerisch, städtebaulich - Schutzumfang: Kath. Kirche "Maria Königin", Pfarrhaus - Denkmaltyp: Bauliche Anlage | BW                               |
| 30345          | Hebbelstraße 18 (53° 54′ 31″ N, 10° 41′ 12″ O)           | Wohnhaus Ahlers                   | Wohnhaus Ahlers; 1939, Architekt Fritz Höger, Bauherr W. Ahlers; eingeschossiges giebelständiges Backsteinhaus, verbretterter Giebel zweifach auskragend, hartes Schopfwalmdach - Begründung: geschichtlich, künstlerisch, städtebaulich - Schutzumfang: gesamtes Objekt - Denkmaltyp: Bauliche Anlage | BW                               |
| 30346          | Kaltenhöfer Straße 71 - 77 (53° 55′ 6″ N, 10° 42′ 55″ O) | Wohnblock                         | Wohnblock Kaltenhöfer Straße 71-77; 1930, Architekten Otto Schweinfurth und Otto Siebert; zwei- bis dreigeschossiger Wohnblock aus fünf Backsteinkuben in alternierender Höhe und Flucht im Stil des Neuen Bauens, Flachdächer, Vorgarten und Einfriedung - Begründung: geschichtlich, künstlerisch, städtebaulich - Schutzumfang: gesamtes Äußeres, Vorgarten - Denkmaltyp: Bauliche Anlage | BW                               |
| 30347          | Lübecker Straße 9 (53° 55′ 6″ N, 10° 41′ 56″ O)          | ehem. Sparkassengebäude           | ehem. Sparkassengebäude; 1905, Architekten Willy Glogner und Paul Vermehren; Backsteingebäude mit prägendem Mittelrisalit mit volutenverziertem Treppengiebel, Walmdach - Begründung: geschichtlich, städtebaulich - Schutzumfang: gesamtes Objekt - Denkmaltyp: Bauliche Anlage | BW                               |
| 30348          | Lübecker Straße 18 (53° 55′ 3″ N, 10° 41′ 53″ O)         | Apotheke                          | Apotheke; 1907, Bauherr Alfred Klindwort; zweigeschossiger Putzbau im Jugendstil mit Mittelzwerchhaus, Walmdach - Begründung: geschichtlich, städtebaulich - Schutzumfang: gesamtes Objekt - Denkmaltyp: Bauliche Anlage | BW                               |
| 30354 Wikidata | Lübecker Straße 49 (53° 54′ 54″ N, 10° 41′ 48″ O)        | Verwaltungsgebäude                | Verwaltungs- und Empfangsgebäude der Schwartauer Werke; letztes Viertel 19. Jh., später erweitert; zweigeschossiger Putzbau mit breitem Mittelrisalit und vorkragendem flachen Walmdach über Drempelgeschoss, repräsentative Eingangshalle - Begründung: geschichtlich, städtebaulich - Schutzumfang: gesamtes Objekt - Denkmaltyp: Bauliche Anlage | Fotos hochladen                  |
| 30145          | Lübecker Straße 68 (53° 54′ 50″ N, 10° 41′ 41″ O)        | ehem. Gasthaus am Schlagbaum      | ehem. Gasthaus am Schlagbaum; Ende 19. Jahrhundert, Putzfassade wohl 1922, Keller von 1837; zweigeschossiges Backsteinhaus mit Pilaster gerahmter Putzfassade, flaches Walmdach - Begründung: geschichtlich, städtebaulich - Schutzumfang: gesamtes Objekt - Denkmaltyp: Bauliche Anlage | BW                               |
| 534 Wikidata   | Markt 1 (53° 55′ 13″ N, 10° 41′ 52″ O)                   | Amtsgericht                       | Das Gebäude wurde 1909/1910 im (historistischen) Stil der Neorenaissance errichtet. Es hat zwei Geschosse (auf einem Sockelgeschoss (aus Naturstein)), einen Westflügel (auf der nach Norden weisenden) Rückseite und hat ein rotes Walmdach. Gerichtsgebäude; Architekt J. Wohlschläger; traufständiger Putzbau mit hohem Walmdach und westlichem Seitenflügel, geschossübergreifender Eingangsrisalit mit Volutengiebel, Zierelemente aus Naturstein, Hauptportal mit den Figuren der Justitia und Roland; marktseitige Einfriedung, u.a. mit zwei Laternen - Begründung: geschichtlich, künstlerisch, städtebaulich - Schutzumfang: Amtsgericht, Einfriedung - Denkmaltyp: Bauliche Anlage | weitere Fotos \| Fotos hochladen |
| 10745 Wikidata | Pariner Berg (53° 56′ 39″ N, 10° 40′ 53″ O)              | Bismarcksäule                     | Alteintragung (Aktualisierung vorgesehen) - Begründung: geschichtlich, künstlerisch, Kulturlandschaft prägend - Schutzumfang: gesamtes Objekt - Denkmaltyp: Bauliche Anlage | weitere Fotos \| Fotos hochladen |
| 6313 Wikidata  | Riesebusch 7a (53° 55′ 30″ N, 10° 42′ 1″ O)              | Wohnhaus                          | Wohnhaus; 1916; dreigeschossiger Putzbau mit Walmdach, schmale Straßenfront mit übergiebeltem Seitenrisalit und Balkonen - Begründung: geschichtlich, städtebaulich - Schutzumfang: gesamtes Objekt - Denkmaltyp: Bauliche Anlage | Fotos hochladen                  |
| 30050          | Riesebusch 9 (53° 55′ 31″ N, 10° 42′ 1″ O)               | Wohnhaus Ottense                  | Wohnhaus Ottens; 1911, Architekt Ernst Meyer; zweigeschossiger, traufständiger Putzbau im Reformstil mit Mittelzwerchhaus und verschindelten Giebeln, Satteldach - Begründung: geschichtlich, städtebaulich - Schutzumfang: gesamtes Objekt - Denkmaltyp: Bauliche Anlage | BW                               |
| 9996 Wikidata  | Riesebusch 32 – 34 (53° 55′ 37″ N, 10° 42′ 21″ O)        | Mathias und Charlotte Jäde-Stift  | Das Jäde-Stift, eingerichtet und betrieben auf Basis einer Stiftung, war eine im Fürstentum Lübeck, ab 1937 im Kreis Eutin und ab 1970 im Kreis Ostholstein eine einmalige Einrichtung. Mit der Einrichtung von Wohnungen mit Küchen, um den Bewohnern eine Selbstversorgung zu ermöglichen, handelte es sich bei dem Jäde-Stift um eine frühe Form einer Einrichtung, die ein Betreutes Wohnen ermöglichte. Alteintragung (Aktualisierung vorgesehen) - Begründung: geschichtlich, künstlerisch, städtebaulich - Schutzumfang: Alteintragung (Aktualisierung vorgesehen) - Denkmaltyp: Bauliche Anlage | Fotos hochladen                  |
| 30376          | Ringstraße 5 (53° 54′ 24″ N, 10° 40′ 57″ O)              | Villa Elita                       | Villa Elita; 1909; eingeschossiger Putzbau im Reformstil, auf Bruchsteinsockel mit eingezogenem, erhöhtem Eckturm im Nordwesten, Walmdach, nach Süden mit Schopfwalm - Begründung: geschichtlich, städtebaulich - Schutzumfang: gesamtes Objekt - Denkmaltyp: Bauliche Anlage | BW                               |
| 30378          | Ringstraße 17 (53° 54′ 20″ N, 10° 40′ 56″ O)             | Villa Björnsen                    | Villa Björnsen; 1909-1910; eingeschossiger Putzbau über winkelförmigem Grundriss mit halbrundem Treppenturm, im Dachgeschoss Fachwerk, Satteldächer mit Biberschwanz-Kronendeckung, Park - Begründung: geschichtlich, städtebaulich, Kulturlandschaft prägend - Schutzumfang: Villa Björnsen, Park - Denkmaltyp: Bauliche Anlage | BW                               |
| 9530           | Ringstraße 35 (53° 54′ 17″ N, 10° 40′ 49″ O)             | Wohnhaus                          | Wohnhaus; um 1911; eingeschossiger, giebelständiger Backsteinbau auf hohem Sockel, Mansarddach mit Schopf - Begründung: geschichtlich, städtebaulich - Schutzumfang: gesamtes Objekt - Denkmaltyp: Bauliche Anlage | BW                               |
| 30379          | Ringstraße 49 (53° 54′ 16″ N, 10° 40′ 42″ O)             | Wohnhaus                          | Wohnhaus; 1909/10; giebelständiger, eingeschossiger Putzbau mit Fachwerk im Dachgeschoss, Mansardwalmdach mit Schopf - Begründung: geschichtlich, städtebaulich - Schutzumfang: gesamtes Objekt - Denkmaltyp: Bauliche Anlage | BW                               |
| 5120           | Roonstraße 1 (53° 55′ 1″ N, 10° 42′ 41″ O)               | Wohnhaus Spethmann                | Wohnhaus Spethmann; 1913, Architekt Johannes Duncker, Bauherr Spethmann; eingeschossiger Backsteinbau im Heimatschutzstil mit zweimal gebrochenem Mansarddach mit Biberschwanzziegeln in Kronendeckung, Einfriedung - Begründung: geschichtlich, künstlerisch, städtebaulich - Schutzumfang: Wohnhaus Spethmann, Einfriedung - Denkmaltyp: Bauliche Anlage | BW                               |
| 20881          | Schmiedekoppel 114 (53° 54′ 27″ N, 10° 40′ 18″ O)        | Kirche St. Martin                 | Ev. Kirche St. Martin; 1960-1964, Architekten Gerhard und Dieter Langmaack, 1994, Bernd Schmidt; zeltförmiger Backsteinbau in Hanglage mit Gemeindesaal im Untergeschoss, Kupferdach mit kegelförmigem Dachreiterturm im Osten - Begründung: geschichtlich, künstlerisch, städtebaulich - Schutzumfang: gesamtes Objekt - Denkmaltyp: Bauliche Anlage | BW                               |
| 30370          | Schulstraße 8 - 10 (53° 55′ 14″ N, 10° 41′ 41″ O)        | Turnhalle                         | Turnhalle; 1927; traufständige Backsteinhalle mit erhöhtem, flachgedecktem Mittelrisalit mit prägender Fensterreihe, mit steilem Satteldach - Begründung: geschichtlich, künstlerisch, städtebaulich - Schutzumfang: gesamtes Objekt - Denkmaltyp: Bauliche Anlage | BW                               |
| 30371 Wikidata | Töpferberg 2a (53° 55′ 24″ N, 10° 41′ 50″ O)             | Ehemaliges Friedrich-August-Bad   | ehem. Wohnhaus; 1859, Anfang 20. Jh. Umbau zur Badeanstalt; eingeschossiger Backsteinbau mit rückwärtigem hölzernem Anbau, Satteldach mit breitem Zwerchhaus - Begründung: geschichtlich, städtebaulich - Schutzumfang: gesamtes Objekt - Denkmaltyp: Bauliche Anlage | Fotos hochladen                  |
| 30372          | Wilhelmstraße 10 (53° 55′ 3″ N, 10° 42′ 26″ O)           | Wohnhaus                          | Wohnhaus; um 1920; zweigeschossiges, giebelständiges Backsteinhaus im Heimatschutzstil mit Eckrustika, Satteldach mit Überstand - Begründung: geschichtlich, städtebaulich - Schutzumfang: gesamtes Objekt - Denkmaltyp: Bauliche Anlage, Mehrheit von baulichen Anlagen: Wohnhäuser Wilhelmstraße 10-14 Überstand | BW                               |
| 30373          | Wilhelmstraße 12 (53° 55′ 3″ N, 10° 42′ 28″ O)           | Wohnhaus                          | Wohnhaus; 1911, Architekt: J.J.G. Kahns, Bauherr J.J.G. Kahns; giebelständiger eingeschossiger Putzbau mit straßenseitiger Veranda und Altan, mit Schopfwalmdach - Begründung: geschichtlich, städtebaulich - Schutzumfang: gesamtes Objekt - Denkmaltyp: Bauliche Anlage, Mehrheit von baulichen Anlagen: Wohnhäuser Wilhelmstraße 10-14 | BW                               |
| 3364           | Wilhelmstraße 14 (53° 55′ 3″ N, 10° 42′ 28″ O)           | Wohnhaus                          | Wohnhaus; 1910; Architekten J. Kahns und H. Wilke, Bauherr J. Kahns; giebelständiger zweigeschossiger Putzbau über Sockelgeschoss mit mansardartig heruntergezogenem Satteldach - Begründung: geschichtlich, städtebaulich - Schutzumfang: gesamtes Objekt - Denkmaltyp: Bauliche Anlage, Mehrheit von baulichen Anlagen: Wohnhäuser Wilhelmstraße 10-14 | BW                               |

## Gründenkmale
| Objekt-ID      | Lage                                         | Offizielle Bezeichnung     | Beschreibung | Bild                             |
| -------------- | -------------------------------------------- | -------------------------- | --- | -------------------------------- |
| 20877 Wikidata | Alt Rensefeld (53° 55′ 16″ N, 10° 40′ 46″ O) | Kirchhof                   | Alteintragung (Aktualisierung vorgesehen) - Begründung: geschichtlich, künstlerisch, städtebaulich - Schutzumfang: Kirchhof, Grabmale bis 1870, Feldsteinböschungsmauer, Lindenkranz - Denkmaltyp: Gründenkmal, Sachgesamtheit: Kirche St. Fabian | Fotos hochladen                  |
| 22786 Wikidata | Riesebusch (53° 55′ 43″ N, 10° 42′ 20″ O)    | Ehrenhain Erster Weltkrieg | Alteintragung (Aktualisierung vorgesehen) - Begründung: geschichtlich, künstlerisch, Kulturlandschaft prägend - Schutzumfang: Ehrenhain Erster Weltkrieg, Steinkreuz, Wasserbecken, 140 Ehrengräber - Denkmaltyp: Gründenkmal                     | weitere Fotos \| Fotos hochladen |

## Ehemalige Kulturdenkmale
| Objekt-ID | Lage                                            | Offizielle Bezeichnung                              | Beschreibung | Bild            |
| --------- | ----------------------------------------------- | --------------------------------------------------- | --- | --------------- |
| 30391     | Alt Rensefeld 40 (53° 55′ 16″ N, 10° 40′ 35″ O) | Hof „Dreizehn Linden“: Wohn- und Wirtschaftsgebäude | Ehemaliges Wohn- und Wirtschaftsgebäude; 18./19. Jh.; mächtiges eingeschossiges Fachhallenhaus mit Halbwalmdach, Außenmauerwerk in Backstein, Hausbäume (Lindenkranz) | Fotos hochladen |

## Quelle
- Liste der Kulturdenkmale in Schleswig-Holstein – Kreis Ostholstein (PDF)

- Karte mit allen Koordinaten:
- OSM |
- WikiMap